# Catagramma coerulea
Catagramma coerulea är en fjärilsart som beskrevs av Talbot 1928. Catagramma coerulea ingår i släktet Catagramma och familjen praktfjärilar. Inga underarter finns listade i Catalogue of Life.